# 南河二
南河二(β CMi/小犬座 β)，英文名Gomeisa，是在小犬座內的一顆恆星。它在夜空中接近显眼的南河三。

## 名称
固有的名稱來自阿拉伯al-ghumaisa’，描述女人的"睡眼惺忪(the bleary-eyed)"、مرزم الغميصاء的簡稱、mirzam al-ghumaisa’ "girdle of the bleary-eyed one"。在阿拉伯文，縮寫的名稱會與南河三相同。

## 特性
根据视差测量，该星距离大约162光年。視星等2.89等，肉眼很容易看見它。南河二大约有3.5倍太阳质量，自转快速，投影速度210km/s，是该星赤道自转速度的最低下限。实际上可能大约1天自转一次。
该星的恒星分类为B8Ve。亮度分类V表示它是主序星南河二是一顆炙熱的主序星，经由核心氢聚变产生能量。该星的表面温度为11,770K，散发出蓝白色的光芒。分类'e'代表它的光谱含有发射线，意味着它是一个Be星，被该星抛出的气体物质形成的星周盘环绕。这个炽热的气体盘大约有恒星的3倍半径。
南河二在亮度上有小幅度的变化，从气体盘的产生的氢发射线有变化。加拿大的MOST空间望远镜发现了该星光度的小幅度变化。该变化有周期性的模式和多个重叠的频率，主要的是每天3.257和3.282周期。因此，它属于慢脉动B型星（SPBe）。
南河二有可能是一个密近双星，有170天周期，高偏心率的轨道。伴星大约有太阳的42%质量。伴星的本质未知，但推测它可能是一个O型次矮星，是双星交互作用的结果，并且加速了Be主星的旋转。如果证实了，这将是很罕见的英仙座φBe+sdO型的系统。